# Maria Ana de Áustria, Rainha de Espanha
Maria Ana ou Mariana (Wiener Neustadt, 24 de dezembro de 1634 – Madrid, 16 de maio de 1696), foi a segunda esposa do rei Filipe IV e Rainha Consorte da Espanha de 1649 até 1665. Era filha do imperador Fernando III e sua esposa Maria Ana da Espanha. Entre 1665 e 1675, ela serviu como regente durante a minoridade do seu filho Carlos II.
Sua regência, assim como o reinado de seu filho, foi marcada pelas tentativas de administrar e reformar um Império decadente, quase sempre em guerra contra a França de Luís XIV e sem um governo estável devido das inúmeras intrigas e golpes palacianos, perpetrados principalmente por Dom João José da Áustria, filho ilegítimo de Filipe IV e rival da regente. Além disso, a incapacidade do rei Carlos II em produzir descendência acabaria levando a Guerra da Sucessão Espanhola e ao fim da dinastia habsburgo na Espanha.
Por séculos, Maria Ana teve uma péssima relação com os historiadores, sendo descrita pelo espanhol Gabriel Maura Gamazo como "fraca", "instável", "ignorante", "maquiavélica", excessivamente piedosa e desinteressada em política. Porém atualmente, historiadores como Christopher Storrs, Laura Oliván Santaliestra e Silvia Z. Mitchell, destacam a habilidade diplomática da regente e sua importância para a recuperação da Espanha após o tumultuoso reinado de Filipe IV, sendo ela uma das responsáveis por urgentes reformas fiscais e políticas.

## Primeiros anos

### Infância

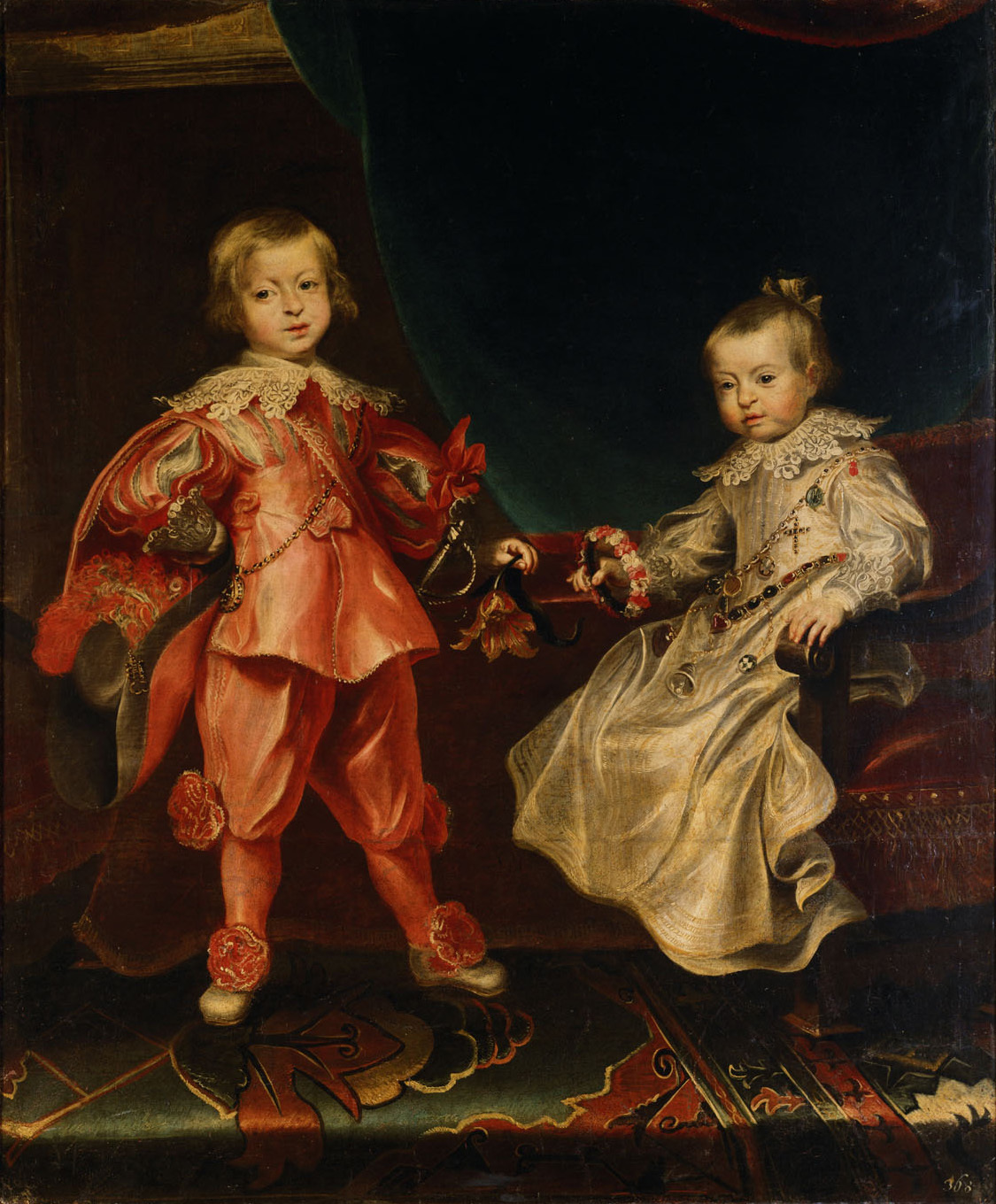
Retrato Duplo do Rei Fernando IV e Maria Ana da Áustria, por Frans Luycx, 1636. A coroa de flores segurada pela jovem princesa indica o seu futuro como Rainha.

Nascida em Wiener-Neustadt, em 23 de dezembro de 1634, era filha de Maria Ana da Espanha, filha do rei espanhol Filipe III e irmã de Filipe IV, e Fernando da Estíria, rei da Hungria e da Boêmia. Esses títulos não davam poder político real ao casal, que ainda estava sujeito as ordens do Sacro Imperador Romano Fernando II, o avô de Maria Ana. Ela tinha apenas dois anos de idade quando seu pai foi eleito rei dos romanos e, poucos meses depois, em fevereiro de 1637, Sacro Imperador Romano como Fernando III.
Após a eleição de Fernando III, Maria Ana e sua família viveram principalmente em Viena, viajando periodicamente para seus palácios em Linz, Graz e Praga. Sua infância foi feliz, devido a proximidade que teve com seus pais, algo incomum para crianças nobres na época. Ela e seus irmãos foram educados para seus papéis futuros, de acordo com seu gênero e ordem de nascimento. Seu irmão mais velho, Fernando, por exemplo, era esperado que se tornasse o sucessor do pai; seu irmão mais novo, Leopoldo, por outro lado, estava sendo preparado para uma carreira eclesiástica. Mariana, por sua vez, estava vendo educada para ser uma rainha consorte.
Não há muitos detalhes específicos sobre a formação acadêmica de Maria Ana, mas se sabe que ela já sabia ler e escrever quando tinha sete anos. Sua língua principal era alemão, mas ela tinha um domínio básico do latim e do espanhol, que haviam-lhe ensinado desde a primeira infância. Cartas extensas escritas por ela aos onze e doze anos de idade confirmam suas habilidades linguísticas. Em 1647, Maria Ana recebeu um professor jesuíta da Universidade de Graz, o Padre Juan Everardo Nithard, que se tornou o tutor e confessor da princesa, tendo posteriormente a acompanhado até a Espanha. O currículo jesuíta enfatizava as línguas, história, geografia e religião.

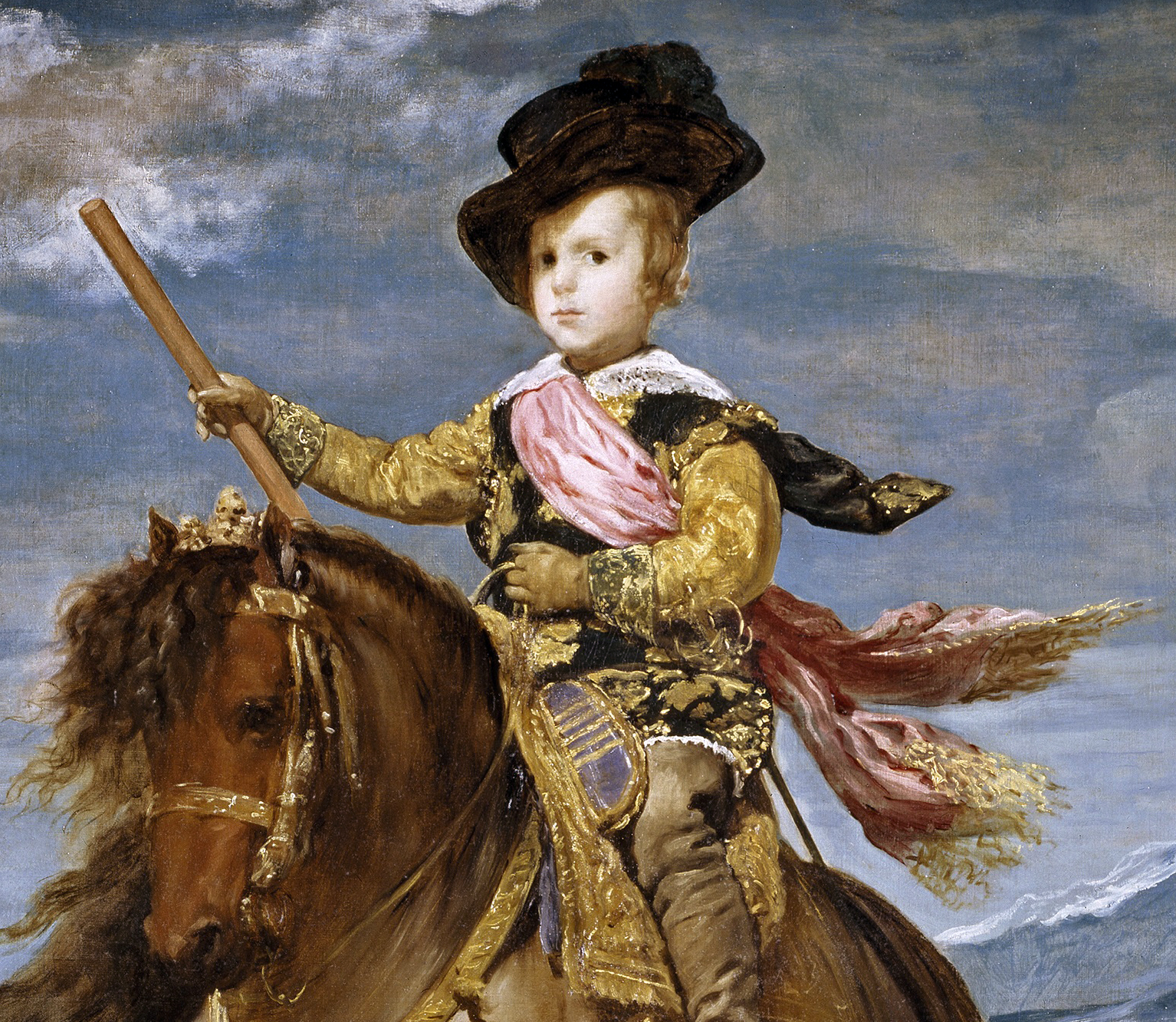
Detalhe do Príncipe Baltasar Carlos a cavalo por Velásquez, 1635.

Em 1646, após a morte da Imperatriz Maria Ana da Espanha, Filipe IV pediu a mão de Maria Ana em casamento para o Príncipe das Astúrias, Baltasar Carlos, herdeiro espanhol. O Imperador Fernando III imediatamente aceitou a proposta, pois a união parecia oferecer vantagens para as negociações de paz em Vestfália, pois significava a preservação e o fortalecimento dos dois ramos da Casa Habsburgo. A noiva de onze anos e o noivo de dezesseis anos pareciam ansiosos. Baltasar Carlos explicou a Maria de Jesus de Ágreda, a confidente espiritual de seu pai, que desde cedo desejava que sua prima um dia se tornasse sua esposa, apesar de nunca tê-la conhecido pessoalmente: "Sou o homem mais feliz do mundo com o meu noivado", escreveu ele em 20 de julho de 1646. "Não pode haver melhor escolha para uma noiva do que a arquiduquesa". Mas o noivado foi de curta duração. Em outubro, Baltasar Carlos estava viajando com seu pai para a frente de guerra catalã quando ficou doente e morreu rapidamente. Sua morte precipitou uma grave crise dinástica que catapultou Maria Ana para um papel ainda mais importante na política da família e do Estado.
Como as leis da Espanha não impediam que as mulheres herdassem o trono, a única filha sobrevivente de Filipe, a Infanta Maria Teresa, de oito anos, tornou-se a herdeira aparente da monarquia espanhola. Filipe IV, viúvo desde 1644, precisava se casar de novo imediatamente para poder gerar um herdeiro do sexo masculino, para preservar a continuidade da dinastia. O imperador sugeriu imediatamente que Filipe se casasse com Maria Ana, e em 30 de janeiro de 1647, o casamento foi confirmado e anunciado. Oito meses após a morte de sua mãe, o destino de Maria Ana foi traçado; ela se casaria com um soberano governante e imediatamente se tornaria rainha. A pedido de seu pai, ela compôs várias cartas em espanhol para praticar a língua de seus futuros súditos.

### Rainha da Espanha

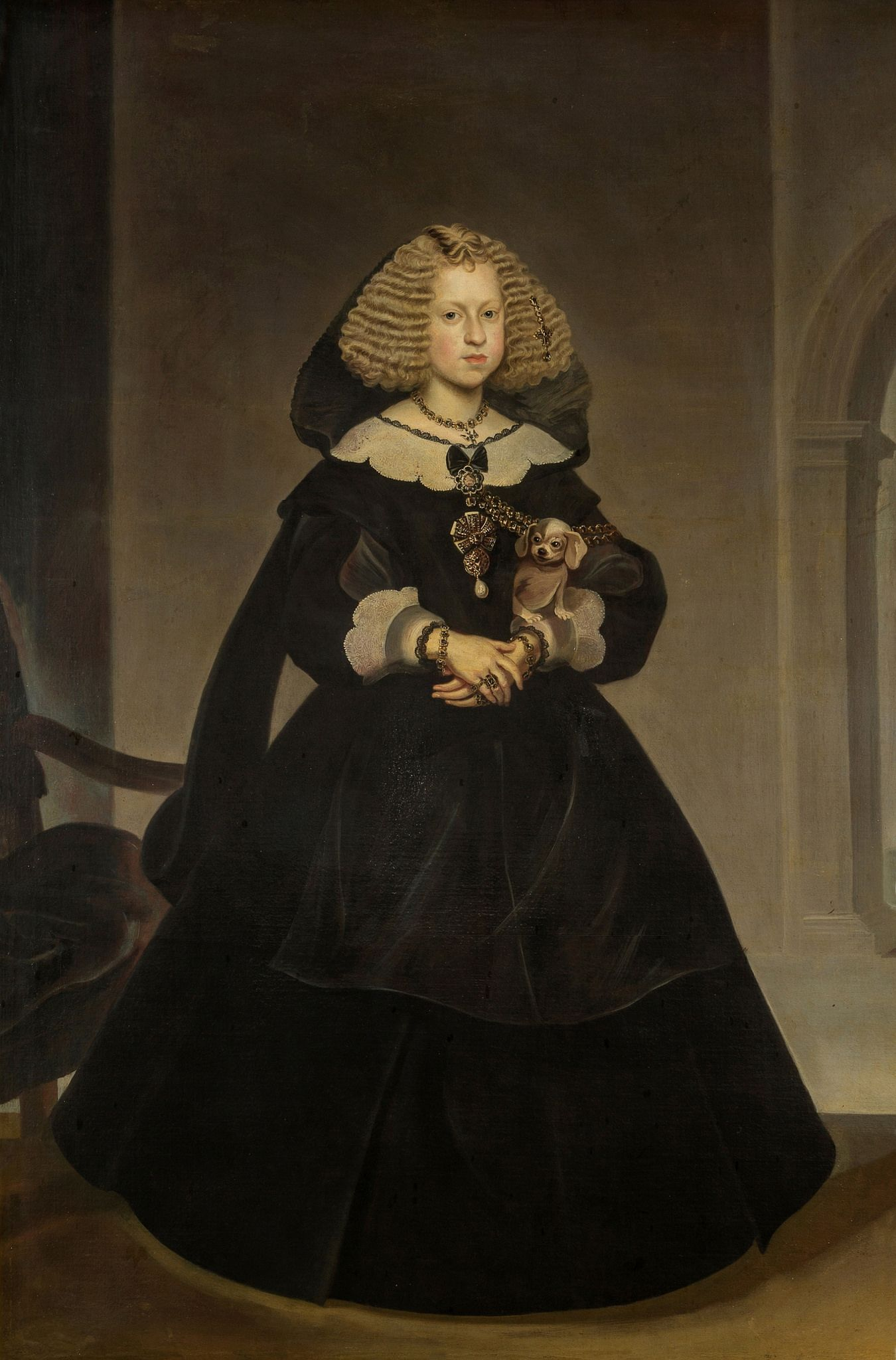
Maria Ana retratada por Frans Luycks, 1644.

Maria Ana e Filipe IV se viram pela primeira vez na pequena cidade de Navalcarnero em 7 de outubro de 1649, onde se casaram em uma modesta cerimônia presidida pelo arcebispo de Toledo. Após algumas horas, os recém-casados partiram para a residência mais marcante dos Habsburgos, El Escorial, a maravilha arquitetônica construída pelo avô do rei, Filipe II, no século XVI. Em 19 de novembro, um ano depois de deixar Viena, a nova rainha se instalou no Alcácer Real de Madrid, sinalizando o início oficial de seu papel como monarca.
A corte de Madri era notoriamente mais rígida do que a de Viena, mas tudo indica que Maria Ana se adaptou muito bem ao seu novo ambiente e, de fato, o influenciou. Ela foi a protagonista em diversas aparições públicas como cerimônias de beijos de mão, funções oficiais com diplomatas estrangeiros e figuras políticas locais, e uma série de outras atividades em que a família real participava. Embora os retratos de Maria Ana como consorte a retratam com uma expressão impassível, seu gozo pelos atores cômicos, anões e tolos que povoaram a corte está bem documentado; ocasionalmente ela foi criticada por rir muito abertamente. Ao que tudo indica, ela tinha uma personalidade animada e jovem, demostrando um forte senso de si mesmo; este último se tornou ainda mais evidente no futuro.
Sua amizade com sua prima (e agora enteada) a Infanta Maria Teresa começou imediatamente quando elas se conheceram em El Escorial. Todas essas conexões tiveram consequências políticas mais tarde. Os vínculos com as elites espanholas também começaram rapidamente. Maria Magdalena Moncada, a irmã do Marquês de Aytona, que se tornaria uma figura importante durante o seu período de regência, já estava, de acordo com relatórios diplomáticos, próximo a ela durante o seu período como consorte. Em muitos aspectos, o futuro regime da Maria Ana começou a se formar assim que chegou à corte, embora as consequências só se tornassem visíveis posteriormente.
No curto prazo, no entanto, a jovem Rainha tinha uma responsabilidade específica: a dar à luz um herdeiro. Filipe IV não fez escondeu seu desejo de "encher a casa com crianças" o mais rápido possível. Em uma carta para sua amiga, a Condessa de Paredes, ele considerou sua sobrinha "bem desenvolvida para a idade dela, mas ainda muito jovem". Apesar da diferença de trinta anos de idade, Maria Ana e Filipe tiveram o que parece ter sido uma relação afetiva, com o rei alegadamente fazendo qualquer coisa que ela quisesse, pelo menos no início. Maria Ana, por sua vez, de acordo com um embaixador veneziano, trabalhou para estabelecer um bom relacionamento com Filipe, contando com sua "sua gentileza natural". O rei, talvez por causa da juventude da noiva, ou para que se conhecessem, queria consumar o casamento o mais rápido possível.

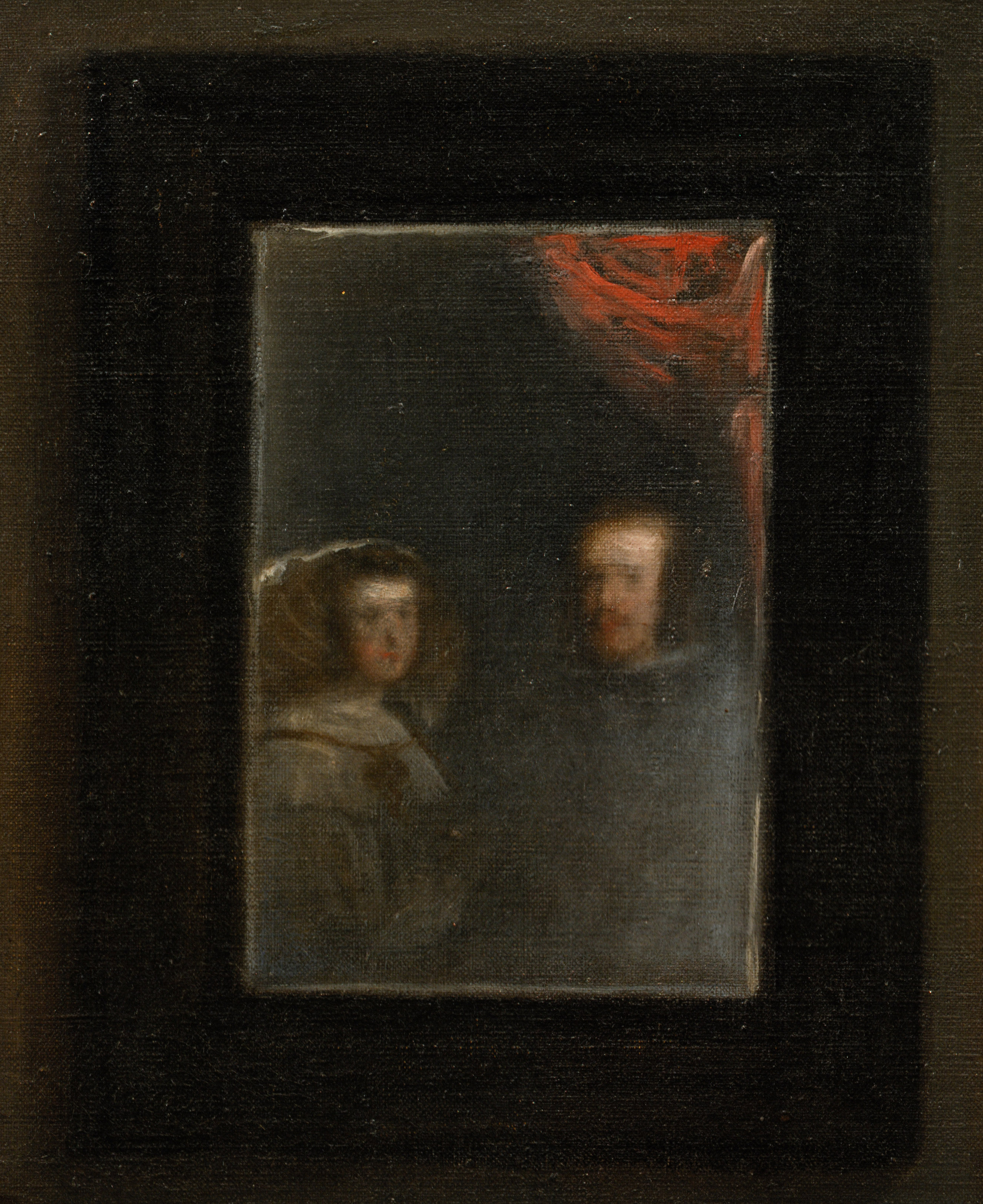
Detalhe de Las Meninas; Maria Ana e Filipe IV aparecem refletidos em um espelho.

A correspondência de Filipe IV com Paredes nos permite deduzir que o casamento foi consumado durante as primeiras férias reais de para Aranjuez, entre 8 de março e 24 de maio de 1650. Em meados de agosto, a parteira anunciou que a rainha estava grávida. O nascimento ocorreu em 12 de julho de 1651, com a rainha dando a luz a uma menina, Margarita Maria Teresa. O rei ficou encantado com a nova adição à sua família, chamando-a de "linda e tão esplêndida que se parece mais com uma irmã de sua mãe do que com uma filha". "Nós a batizaremos hoje", escreveu Filipe IV à sua amiga, e "chama-lhe Margarita Maria". Mesmo que a criança não fosse o desejado herdeiro masculino, Maria Ana havia alcançado um grande marco político em a vida de uma rainha: ela era uma mãe.
Em 28 de novembro de 1657, a rainha deu a luz a um menino, Filipe Próspero, que se tornou herdeiro do trono espanhol. Além de promover a continuação da dinastia habsburgo na Espanha, o nascimento de um herdeiro permitiu que as negociações de paz com a França finalmente fossem concluídas, dando fim a Guerra Franco-Espanhola por meio do Tratado dos Pirenéus e pelo casamento da filha mais velha de Filipe, Maria Teresa, com Luís XIV.
A tranquilidade porém, durou pouco, e houve outra crise de sucessão não muito depois do casamento franco-espanhol. Filipe Próspero, cujo nascimento facilitou as negociações diplomáticas nos três anos anteriores, tornou-se doente no outono de 1661 e morreu em 1 de novembro, algumas semanas antes de seu quarto aniversário. Foi um golpe terrível, principalmente porque o segundo filho de Maria Ana, Fernando Tomás, tinha falecido em outubro de 1659, antes de chegar ao seu primeiro aniversário. Isso fez da Infanta Margarida a suposta herdeira, mas a rainha estava nas últimas etapas de outra gravidez (a final), e uma vez mais, ela "salvou" a monarquia ao dar à luz seu terceiro filho, Carlos, em 6 de novembro de 1661, apenas cinco dias após a morte de Filipe Próspero. O evento foi considerado quase milagroso.

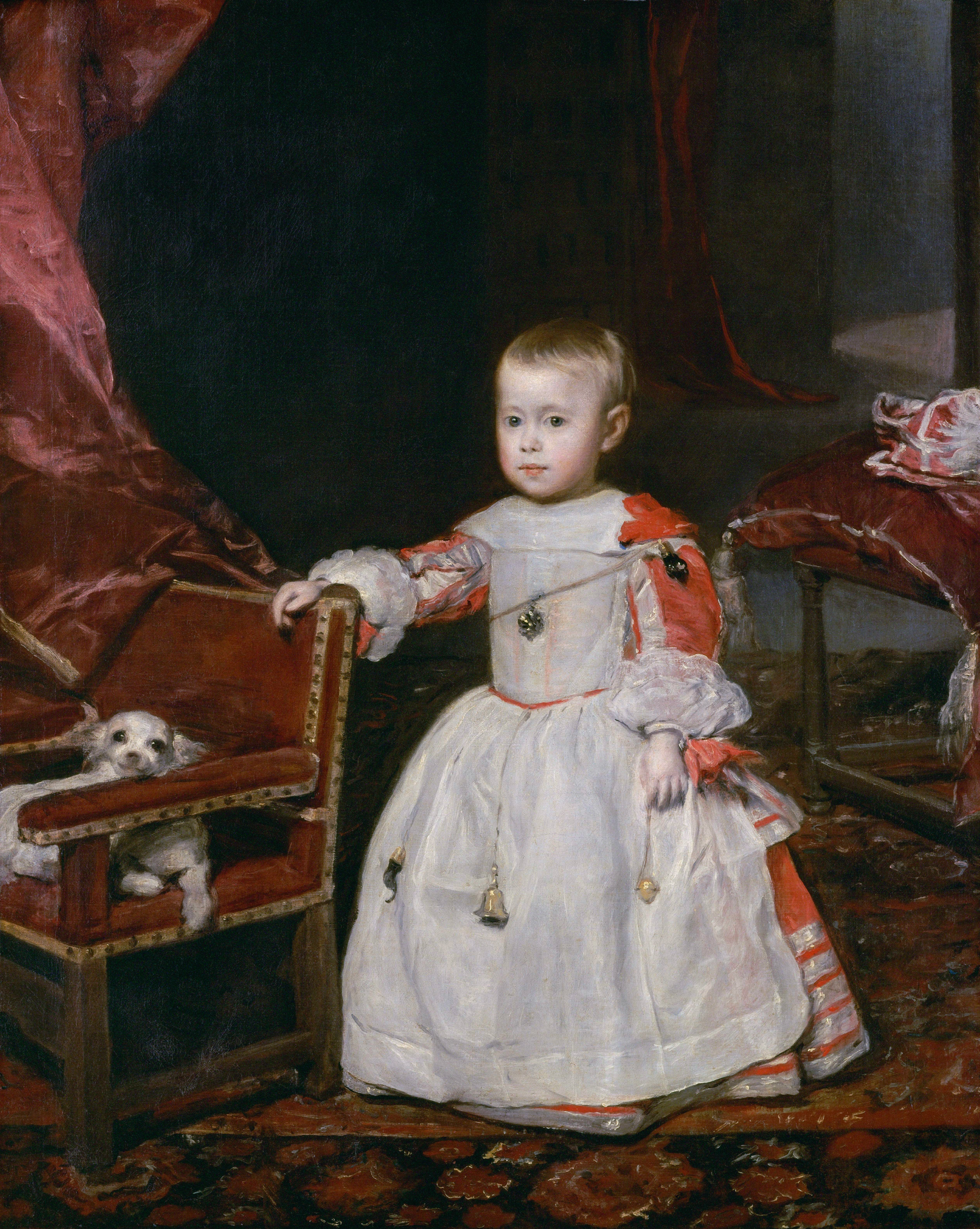
Retrato do príncipe Filipe Próspero, por Velásquez, 1659. Por ser um indivíduo de saúde frágil, foram colocados no príncipe vários amuletos e talismãs, como é visível na pintura, pois se acreditava na época que eles tinham a capacidade de afastar e proteger as crianças de doenças e demônios. O Cachorro, representado a esquerda, contribui para a melancolia da cena representada.

Em abril de 1663, Filipe, apoiado por Maria Ana, iniciou as negociações de casamento entre a infanta Margarida e o seu tio, o Sacro Imperador Romano Leopoldo I. O casamento faria as ligações familiares ainda mais estreitas do que já eram: Maria Ana e Leopoldo eram irmãos, enquanto Filipe IV e a mãe do Imperador também eram irmãos, sendo Filipe IV seu tio. Mas para os espanhóis, o objetivo principal do casamento era garantir a defesa conjunta dos Países Baixos. Os meandros da sucessão também desempenharam um papel importante, pois casar a herdeira em potencial da coroa espanhola com um parente próximo da mesma dinastia era visto como uma necessidade.
Apesar das negociações terem firmado o casamento, Margarida Teresa não saiu da Espanha para a Áustria imediatamente, pois devido a debilidade do rei e a frágil saúde do herdeiro, Carlos, a princesa poderia subitamente chegar ao trono do Império Espanhol. Essa medida foi criticada pelos contemporâneos, pois ao atrasar a partida de Margarida, a Espanha perdia a oportunidade de fortalecer uma aliança com os habsurgos austríacos, urgentemente necessária devido a possibilidade de uma nova guerra com a França. Maria Ana posteriormente ficaria encarregada de lidar com essa decisão e seus resultados.

#### A morte de Filipe IV
Filipe IV redigiu o testamento que estabeleceu a regência de Maria Ana entre o final de 1663 e o início de 1664. Embora ele tenha continuado a presidir os conselhos, reunindo-se pessoalmente com os secretários, e permanecendo no comando da política até o final de sua vida, a rainha assumiu cada vez mais funções públicas tradicionalmente exercidas pelo rei. Ela assim combinou seu papel como rainha consorte com um papel político ampliado que se tornou cada vez mais significativo pelas ausências frequentes de Filipe.
Em 13 de setembro de 1665, o rei mal conseguia sair da cama, e todos puderam prever seu fim, tendo a transição de poder começado imediatamente. No dia seguinte, Filipe se despediu de sua família, dizendo ao jovem príncipe Carlos: "Que Deus possa te fazer mais feliz do que ele fez a mim". Logo depois, ele pediu a sua filha Margarida que obedecesse as ordens de sua mãe, a rainha. Ele se recusou diversas vezes a ver o seu filho ilegítimo, Dom João José da Áustria, talvez por querer indicar a exclusão do bastardo real na sucessão do trono e nas tarefas administrativas da futura regência. Por fim, Filipe IV deu seu último suspiro na quinta-feira, 17 de setembro, às 4:15 da manhã, deixando um reino caótico após um reinado longo e conturbado.

## Anos posteriores
Ao falecer seu marido em 1665, Maria Ana se converteu em regente do reino durante a minoridade de seu filho Carlos. A figura mais influente em seu governo foi seu confessor, o padre Juan Everardo Nithard, que encontrou forte oposição em D. João José de Áustria, único filho ilegítimo reconhecido por Felipe IV e inimigo declarado de Maria Ana, pois esta lhe era antipática.
D. João José liderou contra a rainha Maria Ana a oposição de 1665 a 1677 e conseguiu expulsar da corte o seu favorito, o padre Juan Everardo Nithard. Por sete anos haveria dois centros políticos distintos, quase duas cortes, a madrilenha, onde a rainha e Fernando de Valenzuela imperavam, e a de Saragoça, onde D. Juan José se preparava para ocupar o governo.
Em 1668, assinou o Tratado de Lisboa que pôs fim à Guerra da Restauração com Portugal que já durava há 28 anos e que desgastava os dois países Ibéricos, e engajou a Espanha na Guerra de Devolução (1667-1668) contra Luís XIV de França. Maria Ana morreu de câncer no peito em 16 de maio de 1696.

## Filhos
Do seu casamento com Filipe IV de Espanha nasceram os seguintes filhos:
- Margarida Teresa (12 de julho de 1651 - 12 de março de 1673), casou-se com seu tio Leopoldo I do Sacro Império Romano-Germânico, com descendência;
- Maria Ambrósia da Conceição (7 de dezembro de 1655 - 21 de dezembro de 1655), morreu na infância;
- Filipe Próspero, Príncipe das Astúrias (28 de novembro de 1657 - 1 de novembro de 1661), morreu na infância;
- Fernando Tomás Carlos (23 de dezembro de 1658 - 22 de outubro de 1659), morreu na infância;
- Carlos II de Espanha (6 de novembro de 1661 - 1 de novembro de 1700), sucedeu seu pai como rei da Espanha. Casou-se pela primeira vez com sua prima Maria Luísa de Orleães, sem descendência. Casou-se pela segunda vez com Maria Ana de Neuburgo, sem descendência.